# Verzé
Verzé est une commune française située dans le département de Saône-et-Loire, en région Bourgogne-Franche-Comté.

## Géographie
À la frontière du Clunysois et du Val Lamartinien, dans le magnifique paysage du vignoble mâconnais, la commune de Verzé est constituée d'un bourg et de nombreux petits hameaux reliés par des chemins de randonnée.
- Activité économique : viticulture (AOC), cave coopérative, pépinières viticoles, pâturages, polyculture.
- Site protégé dans l'ancienne carrière : empreintes de dinosaures, plantes rares.

### Climat
Pour des articles plus généraux, voir Climat de la Bourgogne-Franche-Comté et Climat de Saône-et-Loire.
En 2010, le climat de la commune est de type climat océanique dégradé des plaines du Centre et du Nord, selon une étude du Centre national de la recherche scientifique s'appuyant sur une série de données couvrant la période 1971-2000. En 2020, Météo-France publie une typologie des climats de la France métropolitaine dans laquelle la commune est dans une zone de transition entre le climat océanique altéré et le climat océanique altéré et est dans la région climatique Bourgogne, vallée de la Saône, caractérisée par un bon ensoleillement (1 900 h/an), un été chaud (18,5 °C), un air sec au printemps et en été et des vents faibles.
Pour la période 1971-2000, la température annuelle moyenne est de 11,2 °C, avec une amplitude thermique annuelle de 17,7 °C. Le cumul annuel moyen de précipitations est de 863 mm, avec 10,9 jours de précipitations en janvier et 7,4 jours en juillet. Pour la période 1991-2020, la température moyenne annuelle observée sur la station météorologique de Météo-France la plus proche, « Mâcon », sur la commune de Charnay-lès-Mâcon à 9 km à vol d'oiseau, est de 12,3 °C et le cumul annuel moyen de précipitations est de 833,7 mm. 
La température maximale relevée sur cette station est de 39,8 °C, atteinte le 13 août 2003 ; la température minimale est de −21,4 °C, atteinte le 15 février 1956,,.
Les paramètres climatiques de la commune ont été estimés pour le milieu du siècle (2041-2070) selon différents scénarios d'émission de gaz à effet de serre à partir des nouvelles projections climatiques de référence DRIAS-2020. Ils sont consultables sur un site dédié publié par Météo-France en novembre 2022.

## Urbanisme

### Typologie
Au 1er janvier 2024, Verzé est catégorisée commune rurale à habitat dispersé, selon la nouvelle grille communale de densité à sept niveaux définie par l'Insee en 2022.
Elle est située hors unité urbaine. Par ailleurs la commune fait partie de l'aire d'attraction de Mâcon, dont elle est une commune de la couronne,. Cette aire, qui regroupe 105 communes, est catégorisée dans les aires de 50 000 à moins de 200 000 habitants,.

### Occupation des sols
L'occupation des sols de la commune, telle qu'elle ressort de la base de données européenne d’occupation biophysique des sols Corine Land Cover (CLC), est marquée par l'importance des territoires agricoles (52 % en 2018), une proportion sensiblement équivalente à celle de 1990 (52,2 %). La répartition détaillée en 2018 est la suivante : forêts (48 %), zones agricoles hétérogènes (26,7 %), cultures permanentes (14,6 %), prairies (9,2 %), terres arables (1,5 %). L'évolution de l’occupation des sols de la commune et de ses infrastructures peut être observée sur les différentes représentations cartographiques du territoire : la carte de Cassini (XVIIIe siècle), la carte d'état-major (1820-1866) et les cartes ou photos aériennes de l'IGN pour la période actuelle (1950 à aujourd'hui).

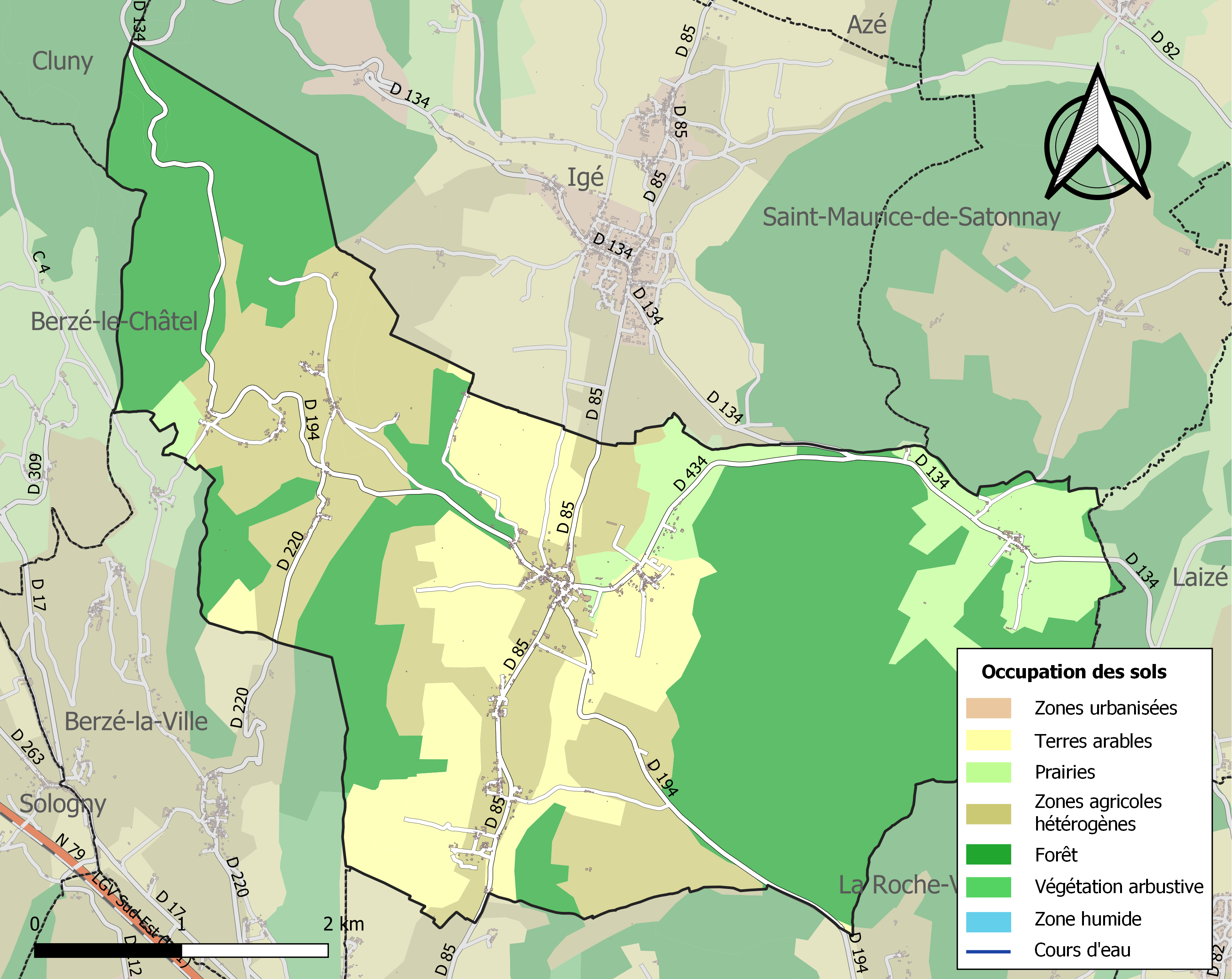
Carte des infrastructures et de l'occupation des sols de la commune en 2018 (CLC).

## Toponymie
- Origine : « Verciacum ».

## Histoire
- Atelier préhistorique à Verchizeuil.
- Nécropole, mobilier du Chalcolithique à l'âge du bronze.
- Sépultures mérovingiennes.

Le 11 novembre 1900, Verzé est desservie par le train, à la suite de l'inauguration ce jour-là de la ligne de chemin de fer à voie étroite Mâcon-Fleurville via Lugny.
Il y a aussi eu des résistants dans les bois de Verzé pendant la Seconde Guerre mondiale, le village est en effet situé non loin de l'ancienne ligne de démarcation nazie entre la zone libre et la zone occupée.

## Politique et administration

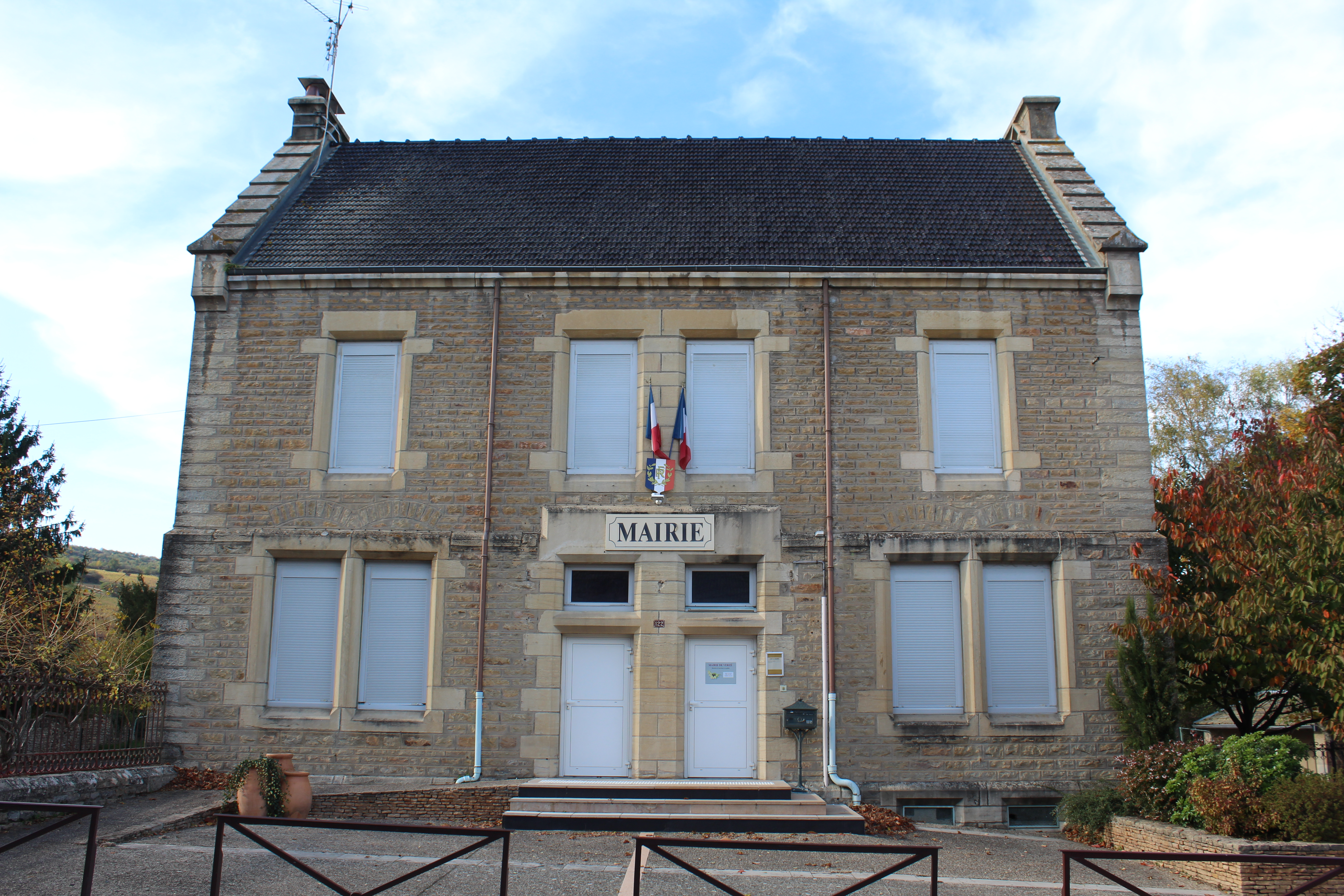
Mairie.

| Période                                  | Période   | Identité           | Étiquette | Qualité       |
| ---------------------------------------- | --------- | ------------------ | --------- | ------------- |
| mars 1983                                | juin 1995 | André Drillien     |           | Fonctionnaire |
| juin 1995                                | mars 2008 | Robert Douarre     |           | Restaurateur  |
| mars 2008                                | mai 2020  | Jean-Pierre Lenoir |           |               |
| mai 2020                                 | en cours  | Françoise Large    |           |               |
| Les données manquantes sont à compléter. |           |                    |           |               |

## Population et société

### Démographie

Les vignobles du Mâconnais.

Les habitants de Verzé s'appellent les Verzéens.

L'évolution du nombre d'habitants est connue à travers les recensements de la population effectués dans la commune depuis 1793. Pour les communes de moins de 10 000 habitants, une enquête de recensement portant sur toute la population est réalisée tous les cinq ans, les populations de référence des années intermédiaires étant quant à elles estimées par interpolation ou extrapolation. Pour la commune, le premier recensement exhaustif entrant dans le cadre du nouveau dispositif a été réalisé en 2007.

En 2022, la commune comptait 855 habitants, en évolution de +9,62 % par rapport à 2016 (Saône-et-Loire : −1,06 %, France hors Mayotte : +2,11 %).
| 1793  | 1800  | 1806  | 1821  | 1831  | 1836  | 1841  | 1846  | 1851  |
| ----- | ----- | ----- | ----- | ----- | ----- | ----- | ----- | ----- |
| 1 008 | 1 028 | 1 142 | 1 113 | 1 155 | 1 008 | 1 027 | 1 047 | 1 047 |

| 1856  | 1861  | 1866  | 1872  | 1876  | 1881  | 1886  | 1891 | 1896 |
| ----- | ----- | ----- | ----- | ----- | ----- | ----- | ---- | ---- |
| 1 009 | 1 086 | 1 101 | 1 083 | 1 102 | 1 096 | 1 080 | 871  | 911  |

| 1901 | 1906 | 1911 | 1921 | 1926 | 1931 | 1936 | 1946 | 1954 |
| ---- | ---- | ---- | ---- | ---- | ---- | ---- | ---- | ---- |
| 884  | 881  | 793  | 716  | 656  | 605  | 564  | 504  | 515  |

| 1962 | 1968 | 1975 | 1982 | 1990 | 1999 | 2006 | 2007 | 2012 |
| ---- | ---- | ---- | ---- | ---- | ---- | ---- | ---- | ---- |
| 462  | 531  | 515  | 579  | 575  | 638  | 694  | 702  | 742  |

| 2017 | 2022 | - | - | - | - | - | - | - |
| ---- | ---- | - | - | - | - | - | - | - |
| 787  | 855  | - | - | - | - | - | - | - |

## Cultes
Verzé appartient à l'une des sept paroisses composant le doyenné de Mâcon (doyenné relevant du diocèse d'Autun) : la paroisse Saint-Vincent en Val-Lamartinien, paroisse qui a son siège à La Roche-Vineuse et qui regroupe quinze villages du Mâconnais.

## Culture locale et patrimoine

### Lieux et monuments
- L'église Saint-Jean-Baptiste de Verzé de style roman (remaniée au XIXe siècle).
- La chapelle Saint-Criat de Verchizeuil (XIe siècle) au hameau de Verchizeuil. Sur le site de déroulaient des rites païens à une date correspondant au 1er mai. Les moines ont vite cherché à donner une orientation chrétienne à la fête et ont construit dès le XIe siècle une chapelle qui devint église paroissiale qui fut dédiée à saint Martin avant de devenir Saint-Christ. L'église souffrit des guerres de Religion et en 1721 une visite de l'évêque de Mâcon, Michel de Cassagnet de Tilladet, ne put que constater le mauvais état. Au XVIIIe siècle, on reconstruit une grande partie de la chapelle sans toutefois faire disparaitre les structures primitives. Bien des mamans venaient là avec leurs enfants rachitiques, souffreteux et donc... criards. On mélangeait à leur bouillie ou à l'eau de la source qui coule à proximité de la chapelle[18] un peu de grattis de la pierre d'autel (remède courant à l'époque). Ce lieu de cris aurait fait glisser le nom de Christ vers Criat. Une association s'est créée en 1993 dans le but de restaurer la chapelle. Les travaux de sauvegarde engagés dans la seconde moitié des années 90 se sont toutefois brutalement arrêtés en 2001, et l'édifice roman est actuellement à l'état de péril (bâchage de sauvegarde rendu nécessaire en 2012)[19].
- La chapelle de la Dîme, au hameau des Tardys[20].
- Château d'Escole (tour à mâchicoulis XIVe siècle).
- Le site naturel protégé de la carrière de Rampon, géré par le Conservatoire d'espaces naturels de Bourgogne, qui se découvre à l'aide d'un sentier balisé ponctué de bornes d'interprétation et d'une table de lecture du paysage. Ce site révèle la diversité géologique du lieu : roches volcaniques et granitiques formées il y a 300 millions d'années, roches sédimentaires témoins de la présence de la mer sur la région, gisement regorgeant d'empreintes des ancêtres des premiers dinosaures[21].
- Château au hameau de Vaux-Verzé, jadis propriété de la famille de Murard de Saint-Romain.
- Maisons mâconnaises.
- À proximité : abbaye de Cluny, chapelle des Moines de Berzé-La-Ville, Roche de Solutré, grottes d'Azé, grottes de Blanot, château de Berzé-le-Chatel.

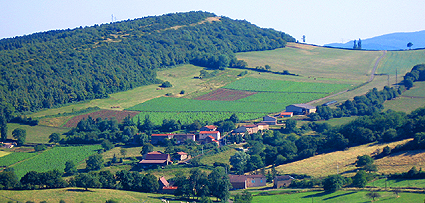
Le hameau l'Echanault.
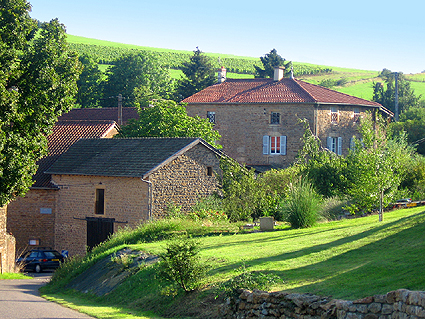
Le hameau les Tardys.
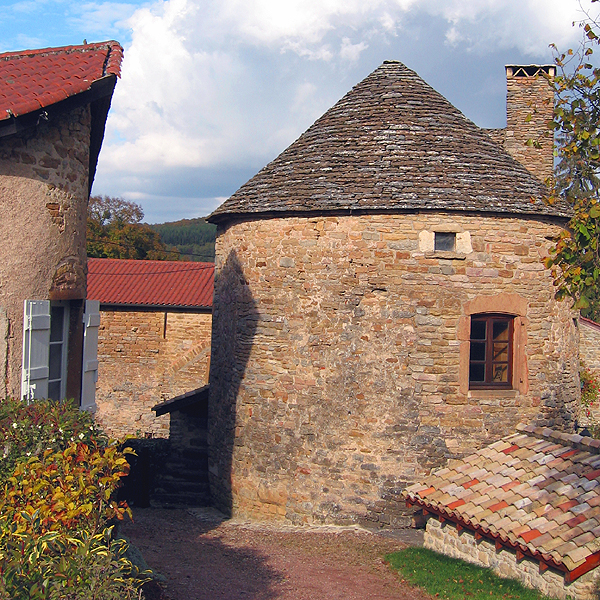
Chapelle de la Dîme.
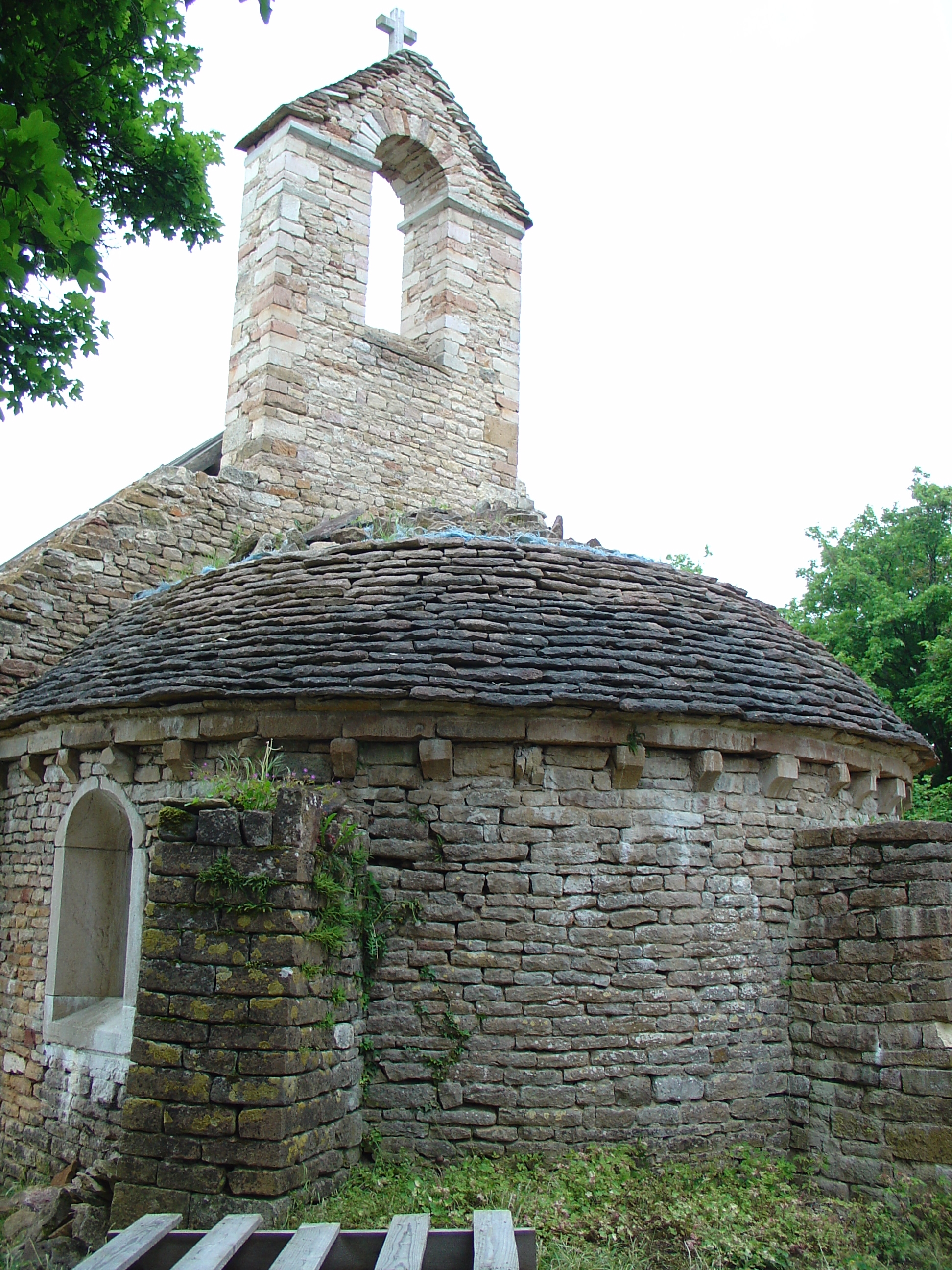
Abside et clocher de la chapelle Saint-Criat de Verchizeuil.
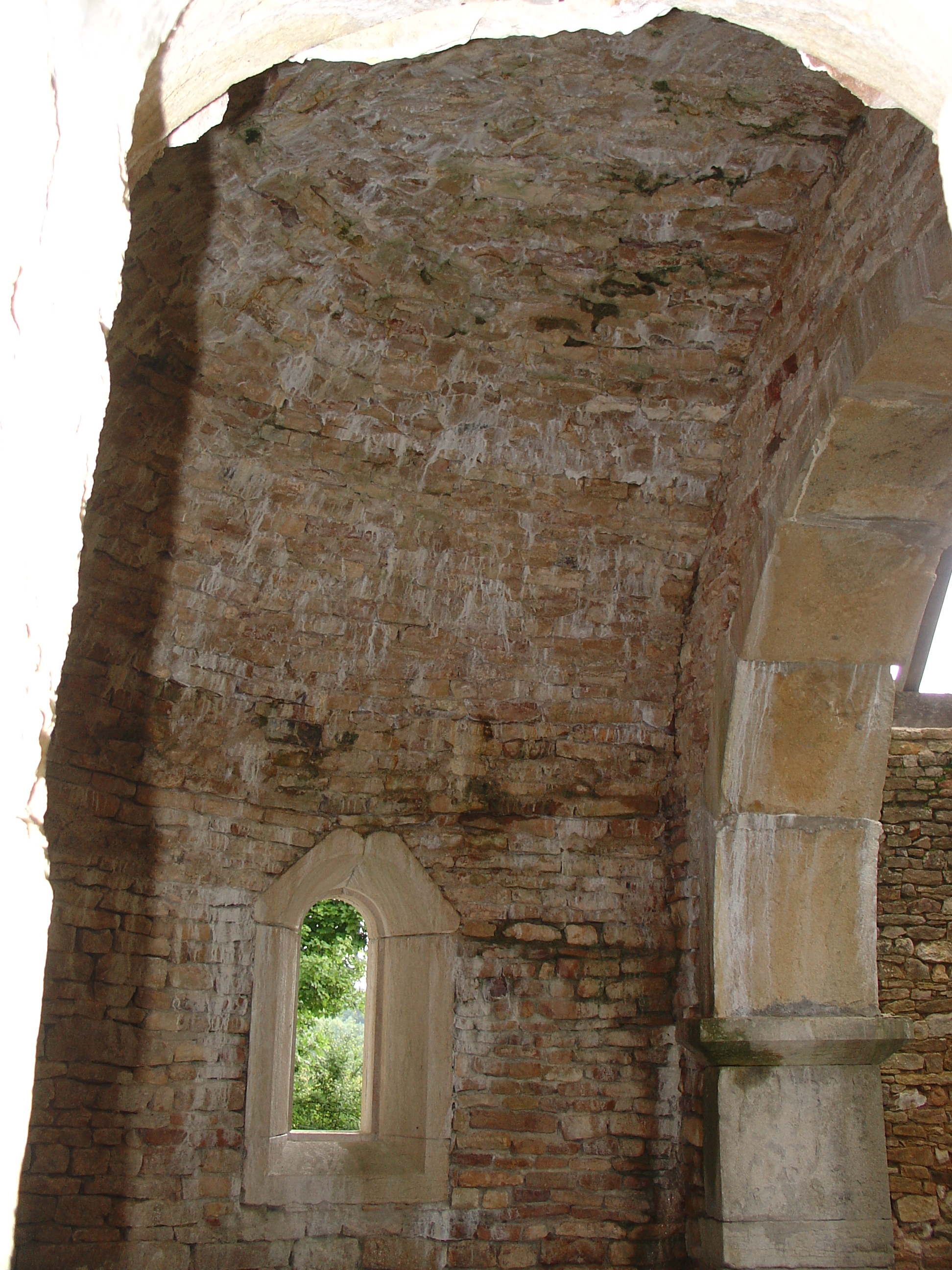
Vue intérieure de l'abside de la chapelle Saint-Criat de Verchizeuil.

### Personnalités liées à la commune
- Georges Burdeau (1905-1988 à Verzé), politologue, professeur de droit constitutionnel, écrivain.
- Jules Pierreclaud (1891-1950, né à Verzé), agent, pendant la Seconde Guerre mondiale, de la section F du service secret britannique Special Operations Executive (SOE), section chargée des actions de sabotage et du soutien à la Résistance intérieure française.

## Pour approfondir